# Ognjeno poletje
Ognjeno poletje (tudi Vroče poletje, češko Ohnivé léto) je češki črno-beli romantično-dramski film iz leta 1939, ki sta ga režirala in zanj napisala scenarij František Čap in Václav Krška, zgodba temelji na romanu Krške Odcházeti s podzimem. Za Čapa je to režijski prvenec, s 26 leti je veljal za najmlajšega filmskega režiserja na svetu. V glavnih vlogah nastopajo Václav Sova, Lída Baarová in Svatopluk Beneš. Zgodba prikazuje Julia (Sova), ki se po koncu študijskega leta vrne v družinski dvorec ob Otavi. Tu se druži s Šimonom (Beneš), prijateljem iz otroštva Petrom (Stadler), čolnarjevo hčerjo Klárko (Janů) in sestrično Roso (Baarová). 
Primerno je bil prikazan 1. oktobra 1939 v čeških kinematografih. Naletel je na dobre ocene kritikov, država mu je podelila prvo nagrado za snemalno knjigo. Snemanje je potekalo v okolici mesta Bechyně, grajski prizori so bili posneti v gradu Konopiště in Smetanovu Lhoti.

## Vloge
- Václav Sova kot Julio
- Lída Baarová kot Rosa
- Svatopluk Beneš kot Šimon
- Zorka Janů kot Red Klárka
- Otylie Beníšková kot Juliova teta
- Antonie Nedošinská kot Paulina
- Josef Stadler kot Petr
- Jaroslav Liška kot Střevlík
- František Roland kot čolnar
- Jan W. Speerger kot železničar
- Bohdan Lachman kot strežnik